# Кильберг, Николай Петрович
Николай Петрович Кильберг (1847—1878) — русский поэт-юморист

, журналист.

## Биография
Из дворян, сын действительного статского советника. Получил хорошее домашнее образование, свободно владел иностранными языками.
В 1869, сдав приёмные экзамены в Константиновском военном училище в Петербурге, был зачислен на службу в лейб-гвардии Гренадерский полк унтер-офицером.
В 1873 произведён в прапорщики с прикомандированием к Гвардейской конно-артиллерийской бригаде, но, «возненавидев маршировку», поступил в штатную канцелярию военного министра. Выйдя в отставку, давал уроки в частных петербургских пансионах и занимался литературным трудом.
Стал деятельным сотрудником «Будильника» и др. Особой популярностью пользовались циклы сатирических обозрений и фельетонов на злобу дня (темы которых он «извлекал» преимущественно из городских слухов, пикантных новостей и т. п.) : «Заметки и размышления Петербургского Демокрита» в "Будильнике>> (1877) и "Виденное и слышанное>> в «Пчеле».
В 1860—1870-е годы сотрудничал в «Стрекозе», «Ниве», «Петербургском листке», «Петербургской газете», где помещал юмористические стихи и куплеты, которые составили единственный сборник стихов «Пока! стихотворения и куплеты» (СПб., 1872)).
Его бойкие стихи, подписанные псевдонимами «Густав Ненадо» и др., в своё время пользовались большой популярностью; многие входили в репертуар актёров-чтецов.
Последние два года жизни Кильберг заведовал театральным отделом «Голоса». Отдельно издан сборник.